# Nils Grönvall
Nils Ragnar Johannes Grönvall (ur. 15 maja 1894 w Lund, zm. 13 lipca 1983 w Bromma) – szermierz, szpadzista reprezentujący Szwecję, uczestnik letnich igrzysk olimpijskich w Sztokholmie w 1912 roku.